# Горленко Андрій Андрійович
Андрій Андрійович Горленко (1709, Москва — 1780) — полтавський полковник Війська Запорозького.
Представник роду Горленків, син Андрія Дмитровича Горленка, онук Апостола, молодший брат святителя Йоасафа Білгородського.
Після навчання у КМА (з 1721-го) розпочав службу канцеляристом у ГВК. Згодом бунчуковий товариш (? — 1737—1743). 1743 року отримав у володіння Іваницю.
Фактично останній полковник полтавський (1743—1774) — його «наступник» росіянин Павло Ізмайлов виконував роль обліковця з підготовки передачі полкового майна у зв'язку з ліквідацією полку.